# Chronologie de la révolution belge

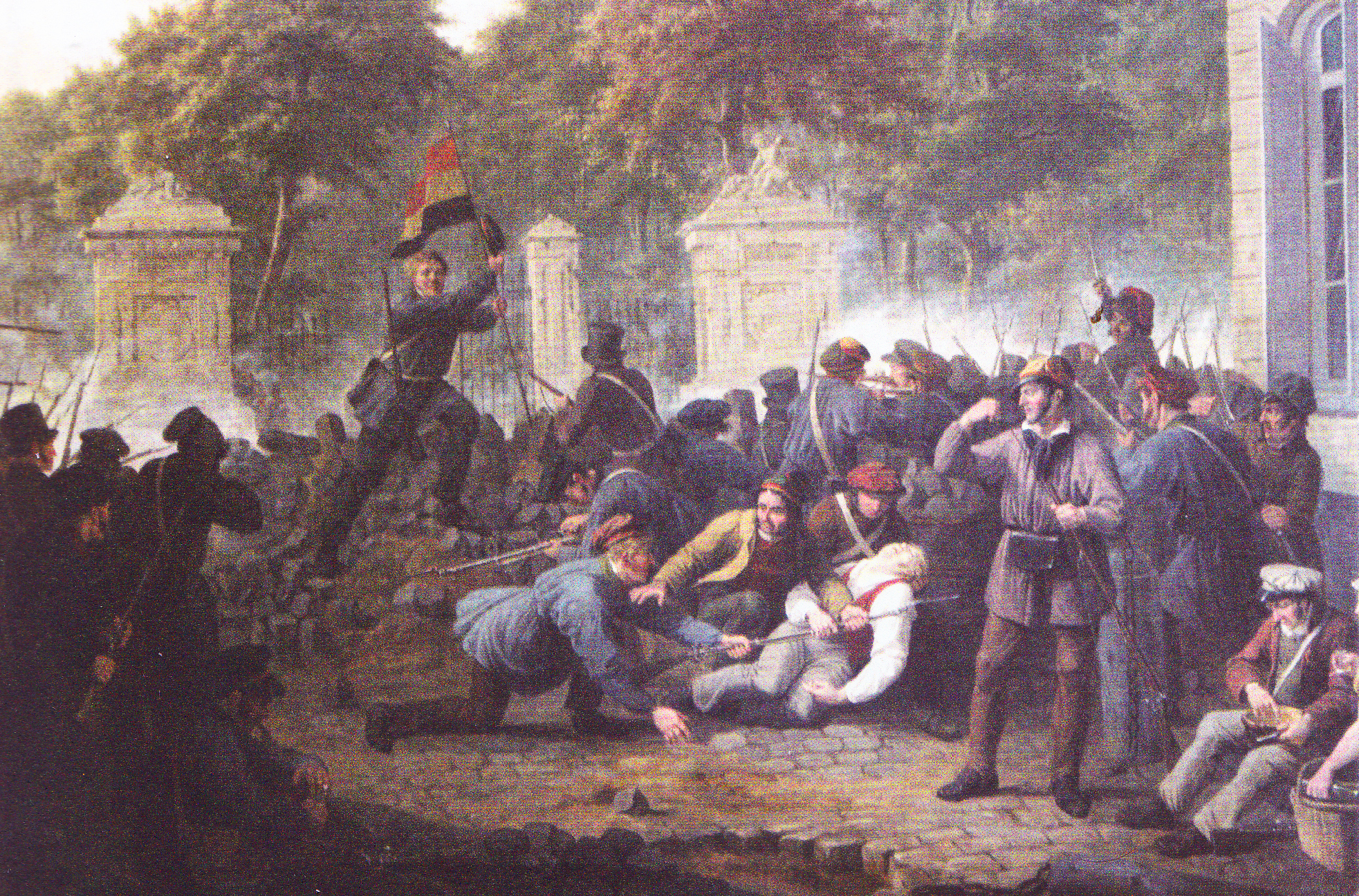
Représentation des Quatre Jours de Bruxelles, sur une toile de Constantin Fidèle Coene.

Cet article présente une chronologie de la révolution belge.

## 1830

### Préludes et débuts

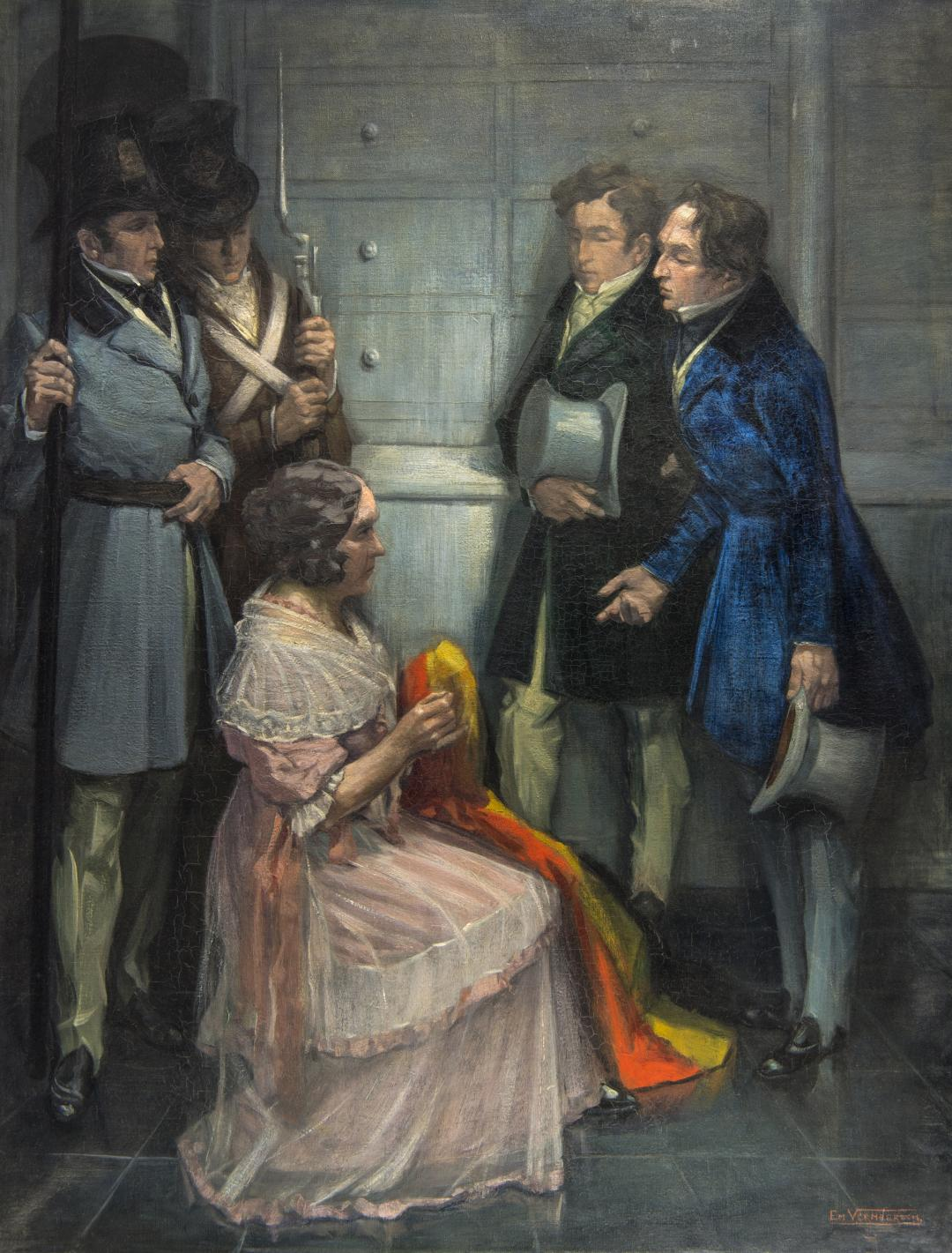
Marie Abts confectionne le premier drapeau belge, tableau d'Emile Vermeersch.

- 27 juillet : début de la Deuxième Révolution française à Paris, qui influencera considérablement le déclenchement et le début de la révolution belge.
- 22 août : l'exercice de la garde communale de Bruxelles est annulé. Les autorités craignent que les gardes refusent de rendre les armes[1].
- 23 août : parution dans les journaux d'opposition d'une lettre de Louis De Potter. Annulation du feu d'artifice prévu pour l'anniversaire du roi Guillaume Ier officiellement pour cause de mauvais temps[1].
- 24 août : annulation de l'illumination du parc de Bruxelles prévu pour l'anniversaire du roi officiellement pour cause de mauvais temps. Le soir, divers incidents mineurs dans les rues de Bruxelles[1].
- 25 août : le soir, la Muette de Portici déclenche les émeutes d'août 1830 à Bruxelles. Sac de l'imprimerie du journal gouvernemental le National et de la demeure de divers agents gouvernementaux.
- 26 août : Constitution de la garde bourgeoise de Bruxelles pour rétablir l'ordre, les émeutes se poursuivent et se propagent avec le début de l'insurrection de 1830 dans les Pays-Bas méridionaux.
- 26 août : la commission de sûreté publique de Liège, récemment créée, décide de l'envoi d'une délégation afin de demander au roi le redressement des « griefs de la nation ».
- 28 août : le conseil de la garde bourgeoise de Bruxelles envoie à leur tour une adresse au roi, comme les Liégeois. Guillaume Ier réunit son conseil des ministres. À La Haye, le conseil des ministres  décide d'envoyer les princes Guillaume et Frédéric à Anvers pour calmer les esprits et de convoquer les états généraux pour le 13 septembre[2]. Le sang coule pour la première fois hors de Bruxelles : à Anvers et à Bruges.
- 30 août : Les princes Guillaume et Frédéric arrivent à Vilvorde avec l'armée, dans le but de reprendre le contrôle de Bruxelles.
- 31 août : Guillaume Ier reçoit les délégations liégeoise puis bruxelloise contre l'avis du ministre de la Justice de l'époque, Cornelis van Maanen. Il ne céde sur rien, se basant sur la loi fondamentale du royaume uni des Pays-Bas et renvoyant toute décision à la session extraordinaire des États généraux, qu'il convoque pour le 13 septembre.
- 1er septembre : Le prince Guillaume entre dans Bruxelles, sous la protection de la garde bourgeoise, mais y est refoué et se réfugie au palais royal de Bruxelles, seconde résidence du roi.

### Militarisation du conflit

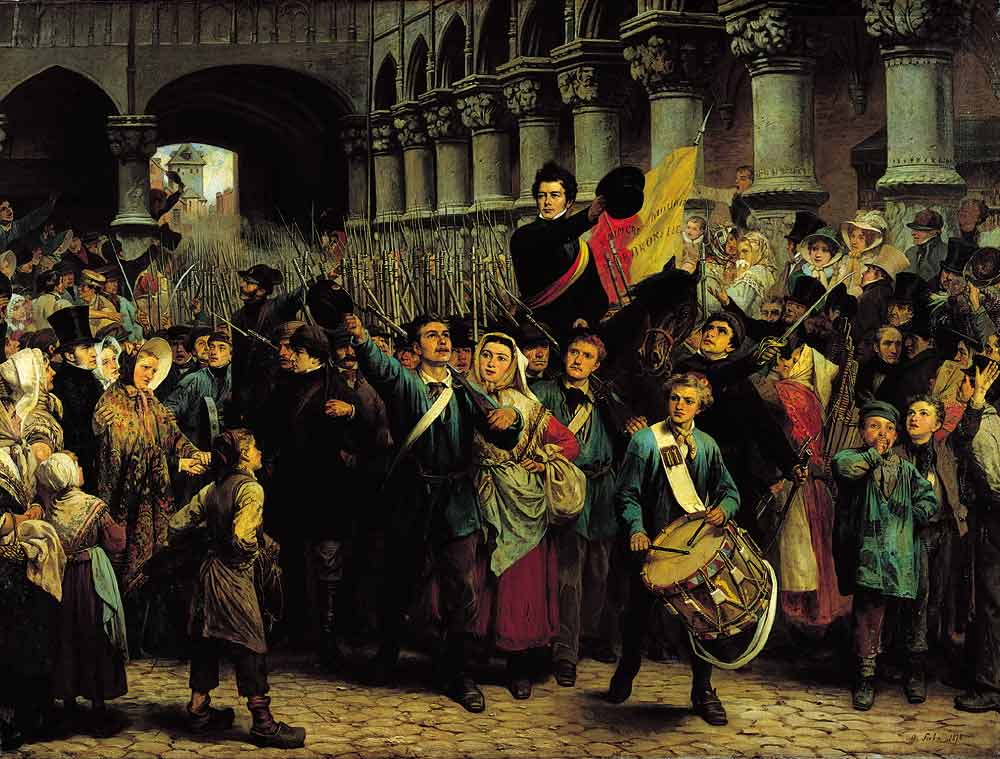
Le départ des volontaires liégeois pour Bruxelles, toile de Charles Soubre.

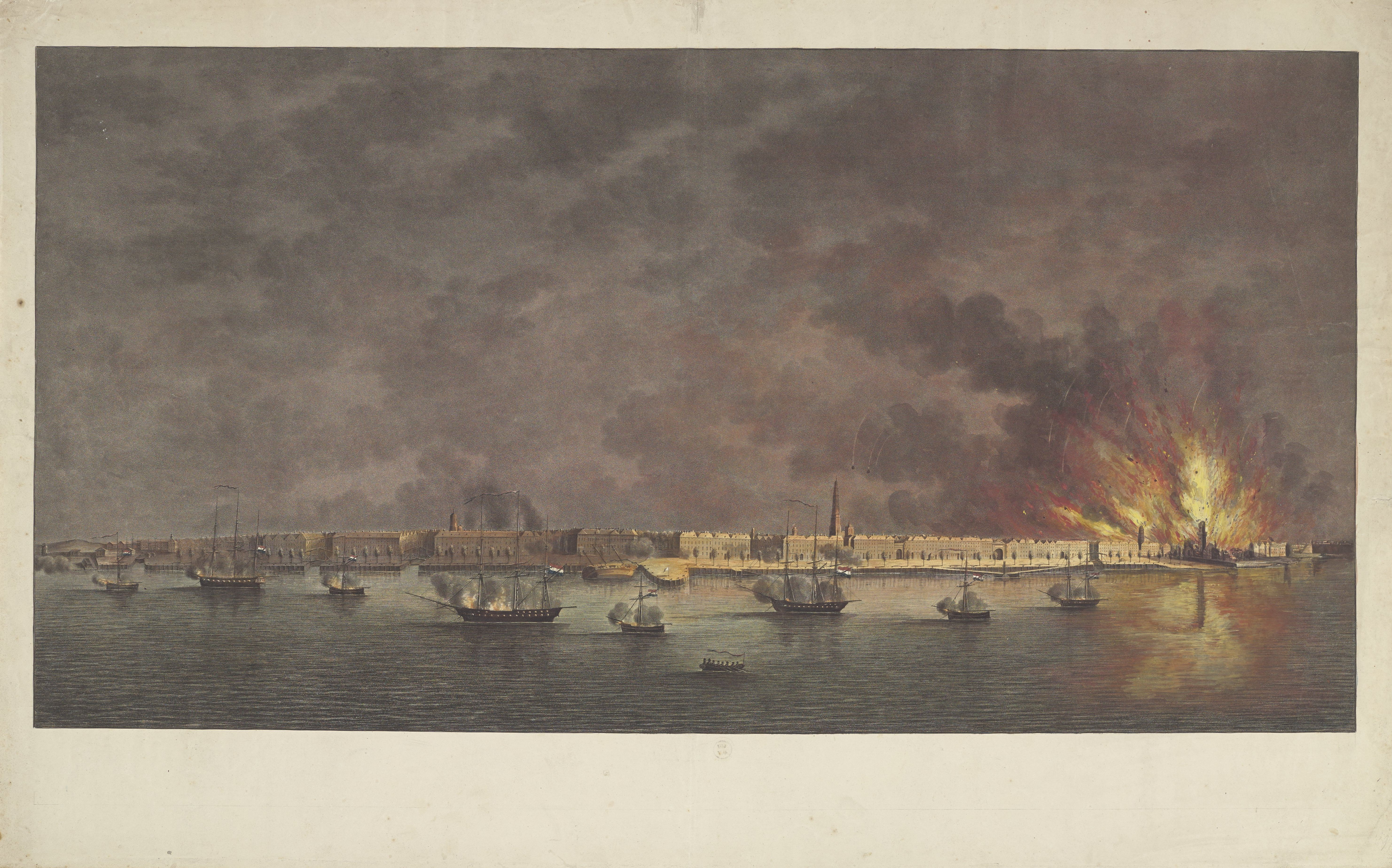
Le bombardement d'Anvers du 27 octobre 1830.

- 2 septembre : Début des combats de Louvain, lorsque la garnison militaire évacue la ville, tandis que la garde bourgeoise prend le pouvoir au prix de plusieurs morts. Du côté de Liège, les premiers volontaires se réunissent en corps francs et partent pour Bruxelles, répondant à l'appel de Charles Rogier.
- 3 septembre : Début des combats de Mons, la foule s'empare de plusieurs portes de l'enceinte de la ville.
- 7 septembre : Le fort de Huy est la première place militaire à tomber aux mains des révolutionnaires Belges.
- 12 septembre : création de la Réunion centrale à Bruxelles.
- 12 septembre : les États généraux du royaume des Pays-Bas sont convoqués par le roi Guillaume Ier à La Haye.
- 16 septembre : le roi préside un conseil extraordinaire des ministres.
- 23 septembre : début des « Journées de Septembre », les troupes du roi attaquent Bruxelles et Louvain. Lors des Quatre Jours de Bruxelles, les combats dans les rues de la capitale font plus de 500 morts et de 300 blessés.
- 24 septembre : formation d'une commission administrative à Bruxelles.
- 26 septembre : la commission administrative prend le nom de Gouvernement provisoire.
- 27 septembre : victoire belge les troupes néerlandaises quittent Bruxelles.
- 29 septembre : les états généraux des Pays-Bas votent la séparation administrative des provinces du Nord et du Sud.
- 4 octobre : le Gouvernement provisoire proclame l'indépendance de la Belgique. Début de jure de la guerre belgo-néerlandaise.
- 6 octobre : le Gouvernement provisoire constitue une commission chargée de préparer une constitution.
- 16 octobre : annexion du grand-duché de Luxembourg par la Belgique
- 27 octobre : bombardement d'Anvers par le général David Chassé.
- 3 novembre : élections du Congrès national.
- 4 novembre : ouverture de la Conférence de Londres.
- 10 novembre : ouverture du Congrès national.
- 18 novembre : confirmation de la déclaration d'indépendance par le Congrès national.
- 22 novembre : le Congrès national vote en faveur de l'instauration d'un régime monarchique.
- 24 novembre : vote du décret constitutionnel du 24 novembre 1830 qui exclut à perpétuité la maison d'Orange-Nassau de tout pouvoir en Belgique.
- 25 novembre : début des débats sur la constitution au Congrès national[3].

## 1831

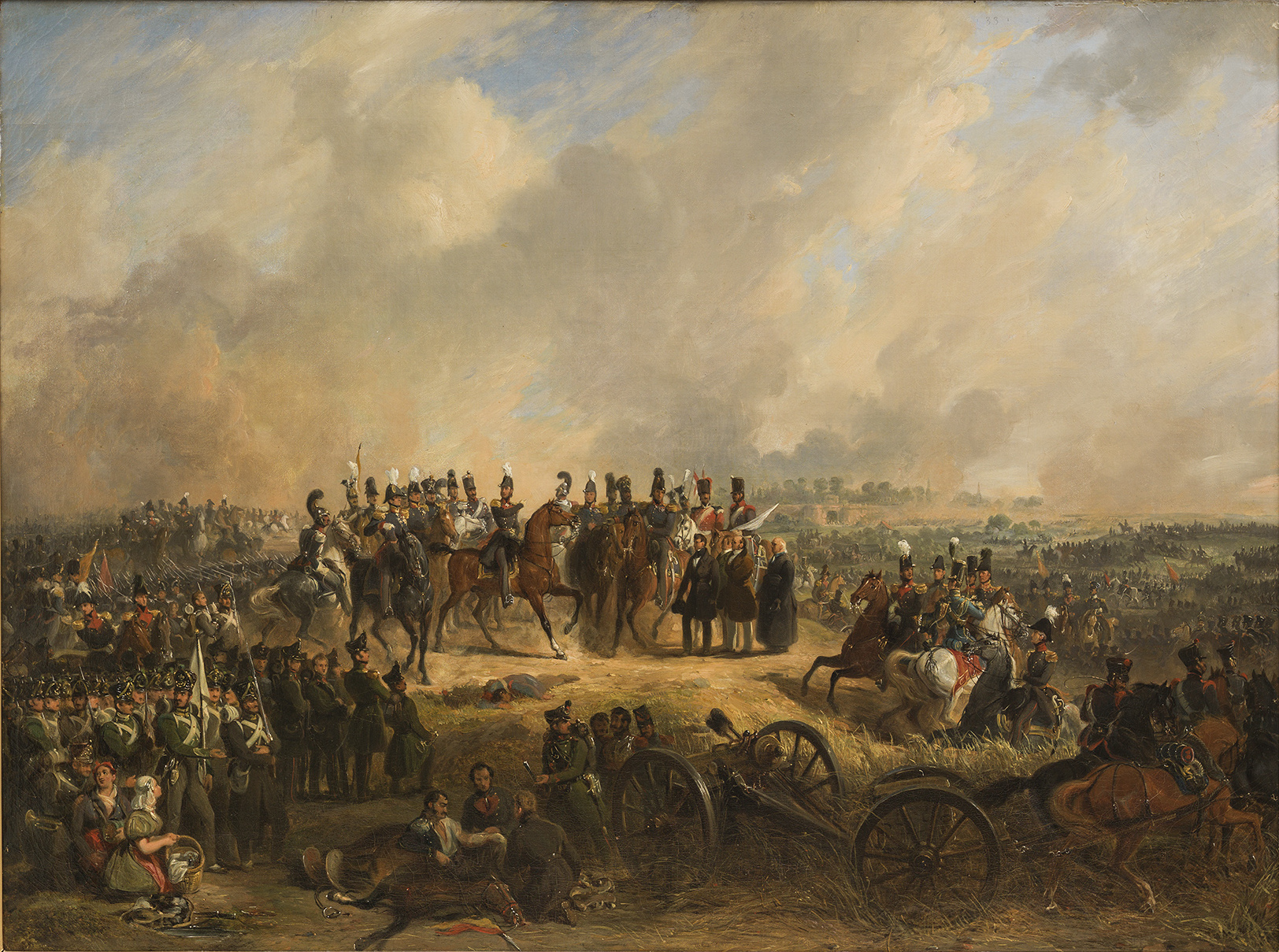
La bataille d'Hasselt, lors de la campagne des Dix-Jours.

- 20 janvier : publications du protocole de Londres par les grandes puissances.
- 3 février : élection en deux tours du duc de Nemours au trône de Belgique par le Congrès national.
- 7 février : adoption de la constitution par le Congrès.
- 17 février : Louis-Philippe refuse la couronne pour son fils.
- 24 février : élection de Surlet de Chokier à la régence. Le Gouvernement provisoire démissionne.
- 26 février : constitution du cabinet De Gerlache.
- 4 mars : démission du cabinet De Gerlache.
- 28 mars : constitution du cabinet « du régent » (conduit de facto par Joseph Lebeau).
- 4 juin : élection de Léopold de Saxe-Cobourg-Gotha au trône de Belgique par le Congrès national.
- 16 juin : création du Moniteur belge[4].
- 26 juin : publication du traité des XVIII articles par la Conférence de Londres.
- 9 juillet : ratification du traité des XVIII articles par le Congrès national.
- 16 juillet : Léopold de Saxe-Cobourg-Gotha quitte l'Angleterre pour la Belgique.
- 19 juillet : arrivée de Léopold à Bruxelles.
- 21 juillet : prestation de serment de Léopold Ier. Démission du cabinet « du régent ».
- 24 juillet : constitution du ministère unioniste de Félix De Muelenaere.
- 2 août : début de la campagne des Dix-Jours.

## 1832
- 15 novembre : début du siège d'Anvers lorsque l'armée française du Nord commandée par le maréchal Gérard assiège la citadelle d'Anvers où sont encore stationnées des troupes néerlandaises.

## 1833

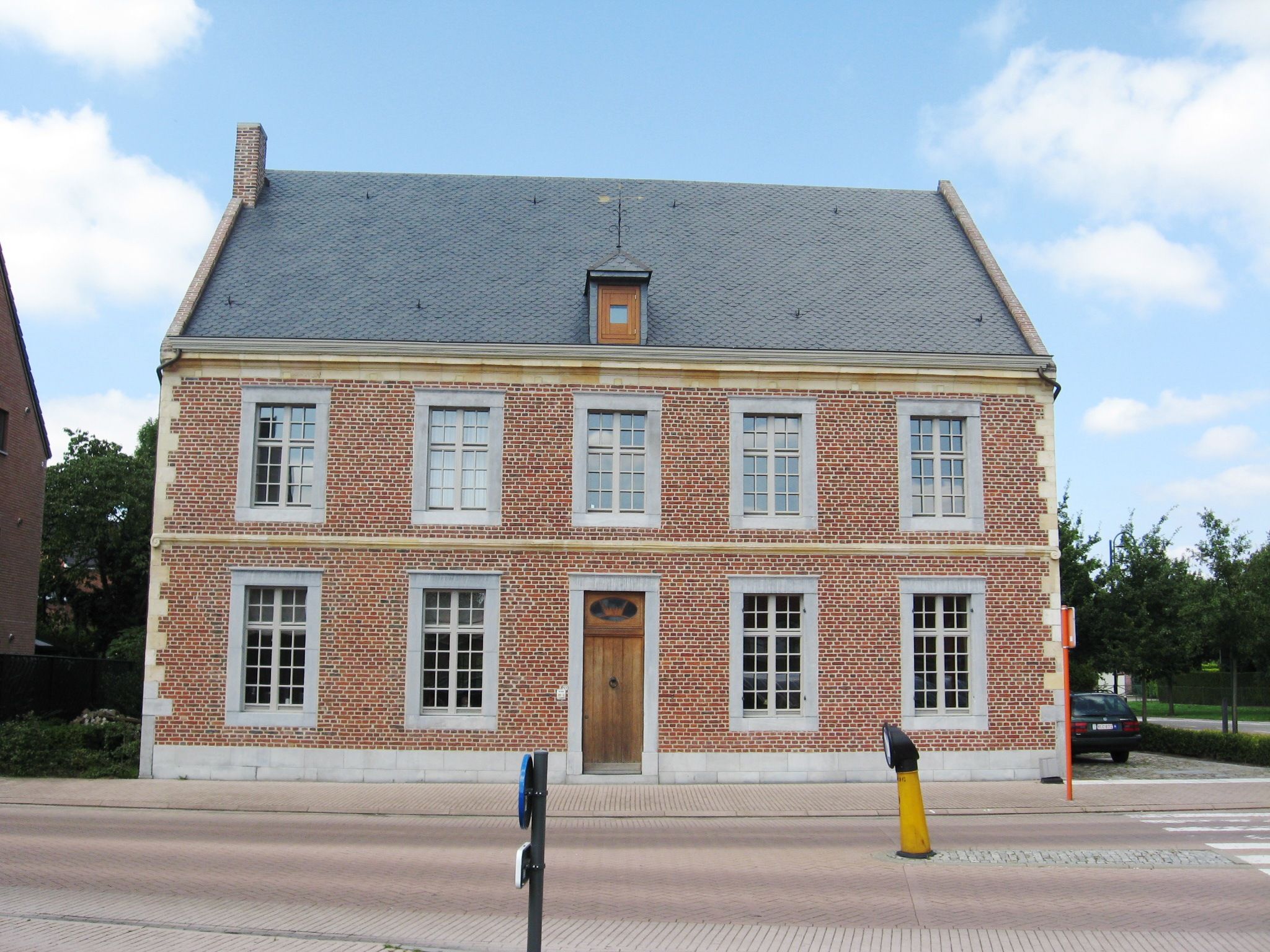
De Franse Kroon, où a lieu la signature de la convention de Zonhoven, qui met fin à la guerre belgo-néerlandaise.

- 21 mai : nouvelle convention de Londres qui rétablit les pourparlers entre les deux belligérants et lors de laquelle Belgique et les Pays-Bas s'engagent par convention à prolonger indéfiniment l'armistice, à respecter le statu quo et à garantir la libre navigation sur les fleuves.
- 12 juillet : début des négociations de paix entre les deux pays à Zonhoven.
- 18 novembre : signature de la convention de Zonhoven qui met officiellement fin à la guerre belgo-néerlandaise.

## 1838
- 14 mars : Guillaume Ier reconnait finalement l'indépendance de la Belgique et consent à adhérer au traité des XXVII articles dans une note remise par son ambassadeur, Salomon Dedel, à Lord Palmerston, le ministre plénipotentiaire britannique[5].

## 1839
- 19 avril : signature du traité des XXIV articles actant définitivement la séparation de la Belgique et des Pays-Bas, ainsi que les frontières de la Belgique avec la scission du grand-duché de Luxembourg et la scission du Limbourg.